# ۱۲۳۸ (قمری)
۱۲۳۸ (قمری)، هزار و دویست و سی و هشتمین سال در گاهشماری هجری قمری است. اول محرم این سال برابر با هجدهم سپتامبر سال ۱۸۲۲ میلادی است.

## رویدادها
پیدا شدن جسم سالم شیخ صدوق یکی از محدثین بزرگ شیعه در شهر ری.